# ما هونغ رو
ما هونغ رو (بالصينية: 马宏儒؛ بالحروف اللاتينية: Mǎ Hóng Rú؛ وُلد 1959/4/1) في مدينة لانتشو، لاعب رماية صيني سابق ومدرّب وطني، يُعد من أبرز الرماة والمدربين في مقاطعة قانسو، حيث شارك في بطولات وطنية وآسيوية وحقق أرقامًا قياسية، كما ساهم في تدريب أبطال عالميين مثل سون تشي(孙琪) و ما لين (马琳)، ووانغ يينغ (王瑛).

## النسب
لقمان (马宏儒) بن حسين (马秉勋) بن إسماعيل (马成祥) بن علاء الدين (马麟融) بن محمد (马赞成) بن كمال الدين (马禄) بن محمد (马福) بن تشيسيلافو (马掌教) التشيسلافي.

## السيرة

### النشأة والمسيرة الرياضية
ولد ما هونغ رو في لانتشو، وانضم إلى فريق الرماية بمقاطعة قانسو عام 1974، وفي عام 1976 أصبح لاعبًا محترفًا، وعام 1986 انضم إلى المنتخب الوطني الصيني للرماية، وشارك في عدة بطولات دولية.
في بطولة آسيا للرماية 1987 فاز بذهبية الفرق في مسابقة المسدس القياسي للرجال، محققًا رقمًا قياسيًا آسيويًا جديدًا، وفي العام نفسه، حصل على المركز الثاني في الألعاب الوطنية الصينية في مسابقة المسدس المركزي، محققًا رقمًا قياسيًا آسيويًا جديدًا.
كما شارك في جميع دورات الألعاب الوطنية من الدورة الثالثة حتى الدورة الحادية عشرة.

### المسيرة التدريبية
منذ ديسمبر 1992 تولى منصب مدرب وقائد فريق الرماية في مقاطعة قانسو. وفي فبراير 2002 أصبح رئيس قسم التدريب بالفريق الثاني للهيئة الرياضية بالمقاطعة، ولا يزال يشغل المنصب حتى اليوم إلى جانب عمله كمدرب.
تخرج على يده عدد من أبرز الرماة الصينيين، منهم:
1. وانغ يينغ (王瑛): حققت مراكز متقدمة في المسدس الهوائي على المستوى الوطني.
2. ما لين (马琳): بطلة الصين في المسدس الرياضي للسيدات.
3. سو تشي (孙琪):

- 2002: ذهبيتان في بطولة العالم للشباب في الرماية (فنلندا) في مسابقتي المسدس الرياضي والمسدس الهوائي، مع تحطيم الرقم القياسي العالمي للفرق.
- 2003: ذهبيتان في بطولة العالم للشباب في الرماية (أوكرانيا).
- 2005: بطلة الصين في المسدس الهوائي للسيدات برصيد 393 نقطة، محطمةً رقمًا وطنيًا صمد 11 عامًا.
- 2009: بطلة الصين في المسدس الهوائي، ووصيفة في المسدس الرياضي.
- 2010: دورة الألعاب الآسيوية 2010 (غوانغجو) – فضية فردي المسدس الهوائي، وبرونزية الفرق.
- 2011: بطلة العالم في مسابقتي المسدس الرياضي والمسدس الهوائي للسيدات.

### الأوسمة والتكريمات
- 1987: وسام من الدرجة الثانية من هيئة الرياضة بمقاطعة قانسو.
- 1987–1989: اختير "شخصية متقدمة من الأقليات القومية" من حكومة مقاطعة قانسو، و"عضو متقدم في الحزب الشيوعي" من لجنة العمل الإقليمية.
- عضو في الدورة الثالثة لاتحاد شباب قانسو 1983.
- عضو في الحزب الشيوعي الصيني منذ يوليو 1984.[1][2][3][4][5][6]